# 心比天高
《心比天高》（日语：／）是現津みかみ的日本漫畫作品，2007年11月開始在芳文社的《Manga Time Kirara Forward》雜誌上不定期連載。

## 故事簡介
日之宮學園位於俯瞰城市位置的小山丘上，學生幾乎都是名家少爺與大小姐，因而被稱為「天上學園」。近衛浩之是這所學校唯一的一般人，靠著獎學金生活。
某日，浩之被自己的憧憬對象、西園寺家的大小姐遙叫住。遙誤以為浩之看到他的小熊內褲，為了遵照家訓指式，讓浩之也受到同樣丟臉的對待而在學校追著他到處跑，途中破壞了許多學校設施。遙本來想和以前一樣叫父親買單了事，父親卻突然出現，告訴她因為她的浪費行為，讓父親被視為問題人物，在親族會議中被剝奪了總裁的位置後就消失無蹤了。
失去父親後盾後的遙瞬間陷入貧窮生活當中，沒有其他人可以依靠，只好投靠浩之，和他同住在破屋子中。

## 登場人物
西園寺遙
日本有數名家之一西園寺家的大小姐。個性任性，因為隨意浪費家族財產而被視為問題人物，在宮學園追殺浩之時破壞了校舍成了壓倒駱駝的最後一根稻草，父親因此被解除總裁職務，不得不開始過貧窮生活。
後來依照家訓，住在不小心親到自己的浩之家，卻無法適應貧窮生活，也完全不會做家事，個性卻還是像以前一樣高傲，認為浩之服侍自己是應該的。
近衛浩之
名家千金少爺們就讀的宮學園中唯一一個平民出身的學生。雙親早逝，唯一的財產只有老舊的一樓建築，靠著獎學金過日子。
私底下對遙十分憧憬，認為她高不可攀而沒有積極行動，卻單方面受到遙的誤會，還不小心因此和她接吻，也因此開始共同生活。
明
浩之的青梅竹馬，家住隔壁，就讀不同學校。平常總會特別關照過著貧困日子的浩之，偶爾會把晚餐分一部分給他。遙出現後，浩之對明的態度改變因而讓她受到打擊。
久我忍
為了討回遙的爸爸擅自把浩之的家拿來抵押借的錢而登場的「傳說的討債人」。外表像小孩子，卻擁有超凡的怪力。討債時不是靠腕力而是靠著淚眼攻勢。因為淚眼攻勢對遙無效而注意到自己的不成熟，放棄討債並以修練名義住到兩人家中。
宇都宮曜子
日之宮學園副學生會長。資產規模僅次於西園寺家的宇都宮家大小姐。在遙陷入貧窮前對她感到不滿，現在除了浩之沒有人會和遙說話，一開始覺得很愉快，但自從被當成對遙惡作劇的主謀者後開始動員學生會，企圖抓到真正的犯人。
金野成光
僅在一代之間就累積大量財富的新興企業集團今野家少爺。相當自戀，無法融入班級中。遙陷入貧窮後常向她搭訕，遙卻完全不理他。
間宮末次
學生會會計。常幫曜子跑腿。
寶生院達也
學生會長。學生會實權掌握在曜子手中，沒有實權。

## 出版書籍
日文版
- 2009年1月28日初版 ISBN 9784832277687

中文版
- 2009年11月11日初版 ISBN 9789861043715